# KS Teuta Durrës
Klubi Sportiv Teuta Durrës of KS Teuta is een Albanese voetbalclub met als thuisbasis de stad Durrës. De club speelt in het Niko Dovanastadion, dat een capaciteit van 12.040 toeschouwers heeft. In het seizoen 1994/1995 deed KS Teuta Durrës voor het eerst mee aan een Europees bekertoernooi. De club werd tweemaal landskampioen, in 1993/94 en in 2020/21.

## Clubnamen
- 1920 opgericht onder de naam "KS Urani"
- 1922 hernoemde de club zichzelf in "SK Durrës"
- 1930 hernoemde de club zichzelf in "KS Teuta Durrës"
- 1946 hernoemde de club zichzelf in "Ylli i Kuq Durrës" (Rode Ster)
- 1949 hernoemde de club zichzelf in "SK Durrës"
- 1951 hernoemde de club zichzelf in "Puna Durrës"
- 1958 hernoemde de club zichzelf in "KS Lokomotiva Durrës"
- 1991 keerde de club terug naar de naam "KS Teuta"

## Erelijst
- Landskampioen

1993/94, 2020/21
- Beker van Albanië

Winnaar (4): 1994/95, 1999/00, 2004/05, 2019/20
Finalist (6): 1957, 1974/75, 1993/94, 2000/01, 2002/03 en 2006/07

## Kampioensteam
- 1993/94 — Kujtim Shtama, Xhevahir Kapllani, Ardian Abazi, Eugen Xhakoni, Shpetim Kapidani, Anesti Qendro, Ardian Dashi, Mikel Furrxhi, Bajram Fraholli, Alvaro Zalla, Ilir Alliu, Alban Mehmeti, Ardian Bushi, Elton Koca, Artan Vila, Dashamir Disha, Enkelejd Dobi, Marenglen Xhai, Fatos Kuci, Ilir Bushi, Gentjan Begeja, Gazmend Canaku en Elvis Kalaja. Trainer-coach: Haxhi Ballgjini.

## KS Teuta Durrës in Europa
KS Teuta Durrës speelt sinds 1994 in diverse Europese competities. Hieronder staan de competities en in welke seizoenen de club deelnam:
- Champions League

2021/22
- Europa League (5x)

2012/13, 2013/14, 2016/17, 2019/20, 2020/21
- Conference League (1x)

2021/22
- Europacup II (1x)

1995/96
- UEFA Cup (5x)

1994/95, 1996/97, 2000/01, 2005/06, 2007/08
- Intertoto Cup (3x)

1999, 2002, 2004
Bylis ·
Dinamo City · 
Egnatia ·
Elbasani ·
Laçi · 
Partizan Tirana · 
Skënderbeu Korçë · 
Teuta Durrës · 
KF Tirana ·
Vllaznia